# UTIAS Snowbird
Snowbird je ornitopter (mahokrilec) na človeški pogon, ki ga je razvila kanadska University of Toronto Institute for Aerospace Studies (UTIAS). Snowbird je bil prvi praktični človeško gnani ornitopter.
V zgodovini je bilo veliko eksperimentov, pri katerem so ljudje poskušali leteti z mahanjem kril, podobno kot ptice. Leonardo da Vinci naj bi leta 1485 skiciral prvi mahokrilec.
Leta 1991 je profesor James DeLaurier iz UTIAS-a dobil Fédération Aéronautique Internationale (FAI) nagrado “Diplôme d’Honneur” za njegov motorsko gnani ornitopter, ki se ga je upravljajo na daljavo.
Leta 2006 je poletel UTIAS Ornithopter No.1, ki ga je poganjal 24 konjski bencisnki motor. Pri vzletu mu je pomagal reaktivni motor.
Snowbird je imel razpon kril 32 metrov (primerljivo z Boeing 737) in težo 43 kilogramov. Cena izdelave naj bi bila okrog 200.000 kanadskih dolarjev, vendar ne vključuje delovnih ur in donaranega materiala. Zgrajen je bil večinoma iz karbonskih vlaken, lesa iz balzovca in lipe, in pene. Poganjali so ga s pomočjo pedal, ki so preko mehanizma poganjali krila.

## Tehnične specifikacije
Splošne značilnosti
- Posadka: 1
- Razpon kril: 32 m (105 ft 0 in)
- Teža praznega letala: 43 kg (95 lb)

Zmogljivost
- Potovalna hitrost: 25,6 km/h (16 mph; 14 kn)
- Doseg: 0,145 km (0 mi; 0 nmi)
- Trajanje leta: 19,3 sekund (demonstrirano)